# Былинский, Иван Семёнович
Ива́н Семёнович Были́нский (Кобылинский) (28 января 1903 — 10 мая 1976) — председатель Совнаркома БССР (1940—1944), депутат Верховного Совета СССР 2-го созыва (1946—1950), первый секретарь Полесского областного комитета Компартии Беларуси (1944—1946).

## Биография
Родился в семье железнодорожника. Окончил Гомельский лесотехнический институт в 1936 году.
- С 1920 г. – рабочий Гомельского паровозоремонтного завода
- В 1927-1928 гг. – секретарь комитета комсомола паровозоремонтного завода
- В 1928 г. – секретарь Бобруйского окружкома комсомола
- В 1929 г. – инструктор ЦК ЛКСМБ
- В 1929-1931 гг. – заместитель управляющего трестом «Белколхозстрой»
- С 1936 г. – мастер фанерного цеха и помощником главного механика Витебского фанерного завода
- В 1938-1939 гг. – управляющий трестом «Белфанпром»
- В 1939 г. – инструктор, затем заведующий отделом лесной промышленности ЦК КП(б)Б
- В 1940 г.  – секретарь Полесского обкома КП(б)Б
- С июня 1940 года до начала 1944 — председатель СНК БССР, в 1942-1943 — начальник штаба партизанского движения Белоруссии
- В 1944—1946 — 1-й секретарь Полесского обкома КП(б)Б
- С 1946 г. – начальник управления ЮНРА при Совете Министров БССР
- 1948-1949 гг. – заместитель министра лесного хозяйства БССР
- 1949-1953 гг. – министр лесного хозяйства БССР
- С июня 1953-1955 гг. – заместитель министра сельского хозяйства БССР
- 1957-1960 гг. – начальник Главного управления лесного хозяйства при Совете Министров Белоруссии

Член ЦК КП(б)Б в 1940—1949 гг., член Бюро ЦК КП(б)б в 1940—1947 гг., кандидат в члены ЦК КПБ в 1952—1960 гг. Депутат Верховного Совета СССР в 1940—1950 гг. и Верховного Совета БССР в 1940—1947, 1951—1955 гг.
Считается, что лично И. Сталин собственноручно вычеркнул две первые буквы его фамилии и получился "Былинский".
В докладной записке на имя И. Сталина от 17 августа “Об итогах эвакуации из Белорусской ССР” 1-й секретарь КП(б)Б П. К. Пономаренко писал:

“Архив Совнаркома БССР и ряда наркоматов остался в Минске [в Доме правительства] и не уничтожен. Получилось это из-за преступной растерянности, проявленной работниками и Председателем СНК БССР. Друг другу поручали вывезти или сжечь и не проследили. Сейчас дело расследуется”.
С его именем связаны постановление СНК БССР и ЦК КП (б)Б «О хозяйственном упорядочении Белорусского государственного заповедника «Беловежская пуща» (27 июня 1940 г.), ввод в эксплуатацию реконструированного Днепровско-Бугского канала (август 1940 г.), ввод в действие в Минске радиозавода (6 ноябре 1940 г.), который в 1957 году был преобразован в приборостроительный завод, кинофабрики «Савецкая Беларусь» (в Минске), начало заполнения водами реки Свислочь Комсомольского озера в Минске (18 июня 1941 г.).
На пенсии жил в Минске.